# Jamaixidi
Jamaixidi és una tribu de l'Afganistan, del grup Aymak o Txahar Aymak, que viuen al nord d'Herat, amb centre a Kushk.
Se suposa que la confederació dels Txahar Aymak es va formar vers el segle xviii, durant el període dels durrani, amb tribus autòctones del país i amb els hazares mongols oposats als turcmans.